# Poland (Steve Jolliffe)
Poland is een livealbum van Steve Jolliffe. Het bevat opnamen die gemaakt zijn tijdens een concert in het kader van Ricochet Gathering (een muziekfestival voor elektronische muziek) in Jelenia Góra (Tatr Jeleniogórski) op 11 september 2004. Het platenlabel Ricochet Dream is gerelateerd aan dat festival en vice versa.
Het album verscheen in een oplage van 300 stuks. Het bevat in Spring ’67 een eigenaardig fragment. Jolliffe speelde in 1967 samen met Edgar Froese in een verre voorloper van Tangerine Dream. Een fragment van die combinatie is dan ook te horen in dat nummer, waarop Froese gitaar (Froese was toen gitarist!) speelt. 

## Musici
- Steve Jolliffe – dwarsfluit, piano, synthesizers
- Edgar Froese – gitaar in een fragment van Spring ‘67

## Muziek
| Nr. | Titel      | Duur  |
| --- | ---------- | ----- |
| 1.  | Spring ‘67 | 28:56 |
| 2.  | Meadow run | 11:58 |
| 3.  | Komarno    | 22:46 |